# Vážany (Blansko)
Vážany (in tedesco Waschan) è un comune della Repubblica Ceca facente parte del distretto di Blansko, in Moravia Meridionale.